# 후베르투스부르크 조약

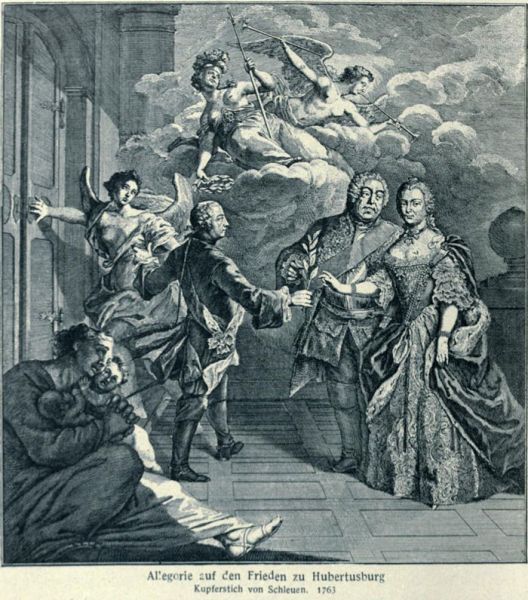

후베르투스부르크 조약(Treaty of Hubertusburg)은 1763년 2월 15일에 프로이센 왕국과 오스트리아 등의 사이에 체결된 7년 전쟁의 강화 조약이다.

## 배경
7년 전쟁(1756년 ~ 1763년)은 오스트리아 합스부르크 왕가의 마리아 테레지아가 오스트리아 왕위 계승 전쟁에서 프로이센에 할양된 슐레지엔 지방의 탈환을 기도하고 외교 혁명을 하고 천적이었던 버번의 프랑스와 방어 동맹(1756년)을 체결하여, 프리드리히 2세의 프로이센에 대항했기 때문에 프리드리히 2세가 선제 방어 대책을 취하기로 결정하면서, 작센에 침공함으로써 시작된 전쟁이다.
프로이센에게는 오스트리아, 프랑스, 러시아 3대 강국 이외에 스웨덴, 작센 외에도 독일 제후를 적으로 돌린 절망적인 싸움이 계속되었고, 유일한 아군이었던 영국의 군자금 원조도 중단되면서, 프리드리히 2세는 자살을 각오할 정도가 되었다. 1762년 1월 5일, 러시아의 옐리자베타 여제가 급사한 후 등극한 후계자 표트르 3세는 프리드리히의 열렬한 숭배자였기 때문에 기적적으로 러시아와의 단독 강화가 성립되었다. 긴 전쟁에 지쳐 있던 여러 나라는 이를 계기로 병사를 물러나게 했다. 1762년 상트페테르부르크 조약에 서명함으로써 러시아는 평화를 되찾고, 모든 정복지를 회복하였으며, 스웨덴도 그 해 평화협정을 맺었다.
프로이센은 격리된 오스트리아군을 물리치고 슐레지엔을 다시 탈환하였으며, 프랑스군을 라인강 서쪽으로 몰아냈다. 마리아 테레지아도 오스트리아 혼자 프로이센을 굴복시키는 것은 불가능하다고 생각하고, 프리드리히 2세와 마리아 테레지아는 마침내 1763년 라이프치히 교외에 위치한 후베르투스부르크에서 7년 전쟁의 강화 조약을 맺었다.

## 내용
- 프로이센의 슐레지엔 영유 확정
- 아헨의 합약의 재확인